# 朴炳錫
朴炳錫（：／ Park Byeong-seug，1952年1月25日—），本貫高灵朴氏，大韓民國自由派政治人物，第16至21屆國會議員，曾任韓國國會議長。

## 介绍
1952年，朴炳锡出生于忠清南道大田市（现大田广域市）。毕业于成均馆大学。1985年，进入中央日报工作，先后履任经济部记者、香港特派记者、编辑局局长等职务。
1998年，金大中就任韩国总统后，加入其在野时创建的新政治国民会議，担任该党派副发言人职务并从此迈入政界。
2000年4月，朴炳锡在第十六届大韓民國國會選舉中，以民主党候选人身份在西区 (大田广域市)击败时任该职的候选人李元範，当选国会议员。
2003年，朴炳锡退出民主党，转向加入支持卢武铉一派的开放国民党。
2004年4月，朴炳锡以开放国民党党员身份参加第十七届大韩民国国会选举并再次当选国会议员。2006年，当选为国会的政務委員会委員長。
2008年4月，朴炳锡以统合民主党党员身份参加第十八届大韩民国国会选举并再次当选国会议员。并成为了当时大田广域市唯一的自由派议员。同年7月，就任民主党政策委员会委员长职务。
2012年4月，朴炳锡以民主统合党党员身份参加第十九届大韩民国国会选举并再次当选国会议员。之后当选为国会副议长。
2016年4月，朴炳锡以共同民主党党员身份参加第二十届大韩民国国会选举并再次当选国会议员。2018年，成为国会议长候选人，以20票差距被文喜相击败，朴炳锡落选。
2020年4月，朴炳锡以共同民主党党员身份参加第二十一届大韩民国国会选举并再次当选国会议员。成为当届国会议员中唯一的担任过六届国会议员的议员。同年6月5日，当选为国会议长。